# Vysoká Pec (Karlovy Vary-i járás)
Vysoká Pec település Csehországban, a Karlovy Vary-i járásban. Vysoká Pec Nové Hamry, Nejdek, Šindelová és Přebuz településekkel határos. Lakosainak száma 348 fő (2024. január 1.).

## Népesség
A település lakosságának változását az alábbi diagram mutatja:
| Lakosok száma | 2309 | 2252 | 2137 | 339  | 258  | 329  | 358  | 372  | 347  | 348  |
|               | 1869 | 1900 | 1921 | 1961 | 1980 | 2011 | 2016 | 2019 | 2021 | 2024 |